# 帝国議会
帝国議会（ていこくぎかい、旧字体：帝󠄁國議會、英語: The Imperial Diet）は、1890年（明治23年）の帝国憲法により設置された日本の議会である。公選の衆議院 (しゅうぎいん)（下院）と非公選の貴族院 (きぞくいん)（上院）から構成された。「議会」もしくは「国会」と略称された。
1890年（明治23年）11月29日開会の第1回議会から、1947年（昭和22年）3月31日閉会の第92回議会まで行われた。同年5月3日の帝国憲法の失効及び日本国憲法の施行により、国会を立法府とし、下院には衆議院が維持され、上院には貴族院に代わって参議院が設置された。

## 沿革
「衆議ニ依テ政治ヲ決スルヲ要スト云フノ思想ハ封建制度ノ末期ニ既ニ其ノ萌芽ヲ見タリ」（佐々木惣一『日本憲法要論』昭和五年）。
幕末時代はヨーロッパ、アメリカでの産業革命以降、アジアの諸民族は西欧によって次々に植民地化され奴隷化され、ついに東洋の大帝国であった清国までイギリスに敗北し、日本国にも存亡の危機が迫っていた時代であった。
嘉永6年（1853年）6月にペリーが浦賀に来航すると徳川幕府はそれまでの将軍専制の掟を破り朝廷に国際情勢の危機を奏聞するとともに、諸侯や一般の意見も徴した。「幕府専断」から「尊皇公議」への転換であった。公議公論にもとづいて天皇的統一国家を形成しなければ他のアジア諸国のように分割され征服されるだろうという危機感があったのである。
越前福井藩の横井小楠は幕府を廃止し、朝廷に公家と大名が参加する会議を開き、そこでの結論を「公論」と定め政策を行うことを提唱した。幕臣の大久保一翁も大公議会、小公議会からなる議会構想をもち、この構想は松平慶永から西郷隆盛、大久保利通らの知るところとなり、彼らからも支持された。津田真道は「上院」「下院」からなる議会設立を提案し、西周も上下院からなる「議政院」の設立を説いた。
政治的闘争を経てついに将軍徳川慶喜は政権を天皇に奉還し公議公論の新政を行うしかないと決断し、慶応3年（1867年）10月14日に大政奉還の上奏文を朝廷に提出し、翌15日に勅許された。
明治元年（1868年）には明治天皇は広く会議をおこして公論政治を断行する旨等の五箇条の御誓文を天地神明に誓ったが、これが明治維新の国是となった。またこれに続き出された政体書には米国式の三権分立が早くも打ち出されていた。
このように幕末期から唱えられた公議という言葉が政治参加の拡大を訴える正当性を持つ言葉として用いられ、広がることにより、アジア初の近代議会開設への歴史へと繋がっていくのであった。
明治初期の自由民権運動、国会開設運動を経て、明治天皇による詔勅「国会開設の詔」が1881年（明治14年）10月12日に表明された。その8年後、1889年（明治22年）2月11日の帝国憲法及び衆議院議員選挙法（明治22年2月11日法律3号）の公布を以て、翌年の1890年（明治23年）に上院である貴族院の互選・勅選と下院の代議士を公選する第1回衆議院議員総選挙（同年7月）が実施され、同年11月に貴族院と衆議院による二院制の第1回帝国議会が開会された。
初期議会においては政府の超然主義と衆議院が対立していたが、日清戦争後には政府（内閣：行政府）と両院（帝国議会：立法府）の提携が行われるようになった。大正期に入ると大正デモクラシーの発展により衆議院の多数を占める政党が政権を担当し、第一党内閣の総辞職後には第二党に交代するという憲政の常道の慣例が生まれ、衆議院が大きな力を持った。
1932年（昭和7年）5月15日に起きた五・一五事件で犬養内閣が倒れ斎藤内閣が成立して以降は軍部と政党が超党派的に支える挙国一致内閣の形態の内閣が増え政党政治が衰退し憲政の常道は終了した。。特に、1940年（昭和15年）に全政党が解散して大政翼賛会が成立すると、議会は政府・軍部の提出を追認するだけの翼賛議会と化していった。
1947年（昭和22年）3月31日の第92回議会で衆議院は帝国議会として最後の解散をし、貴族院は停会された。そして、同年5月3日に明治憲法が失効し日本国憲法が施行され、下院である衆議院はそのまま維持されつつ、上院であった貴族院が廃止されるとともに参議院が新設され、両院制の帝国議会は国会に移行した。

## 評価
かつては帝国議会は明治憲法によって権限が制限され、君主の権限が強化された「外見的立憲制」に過ぎず、軍部の台頭を許し、戦争を防げなかったとして、研究者からも低い評価がなされていた。しかし、近年では明治国家の制度設計者たちが議会の役割を重視していたことを踏まえ、民主主義、自由主義の実現を目指した幕末の公議から自由民権運動を経ての政治運動の帰結であったという評価もなされている。

## 構成等
衆議院と貴族院の二院制。
衆議院は選挙により代表を選出した。議会開設当初より1925年(大正14)年の普通選挙法制定までは納税額による制限選挙、以後は普通選挙であった（ただし戦前は一貫して男子のみ）。
貴族院は皇族男子（親王及び王）、華族議員、勅選議員、多額納税者、帝国学士院選出議員並びに朝鮮及び台湾在住者議員で構成され、解散はなかった。ただし、皇族が議会に出席したことはなかった。
議院相互の関係などは、議院法によって規律された。両院は、衆議院の予算先議権を除き、対等の権限を有する。
貴族院と衆議院を併せて、「貴衆両院」､「貴衆二院」と略称され、議会では国民から選出された議員を「代議士」、両院を以て議決することから帝国議会制度は「代議制度」とも称された。
帝国議会の常会（通常会）は毎年12月に召集され、会期は3ヶ月であったが、勅命によって延長されることもあった。議会の召集、開会、閉会、停会、衆議院解散は天皇大権に属した。召集は各議員に対して一定の期日に特定の場所に集会を命じる行為であるが、勅命によってのみなされる。帝国議会はみずから集会する権、または召集を請求する権を有しない。帝国議会は毎年1回召集するのを常則とされ、これを通常会といい、毎年11月、または12月、東京に召集される。他に、臨時会が召集することがある。開会は、議会が召集され、議長、副議長および議員の部属が定り、両議院が成立した後に詔書で期日を定めてなされる。閉会は、会期が終了し、したがって議会の職務行為が終了したことを公に宣示する行為であり、閉会するという勅語が出される（詔書による公布はない）。議会の開閉は、両院に対して同時に行われる。議会の停会は会期中、一時、議会の職務行動の停止を命じる行為で、15日以内、一定の期間を定め、詔書で命じる。衆議院が解散されると、貴族院も停会扱いとされ、「解散から5ヶ月以内に衆議院選挙を行って新議会を召集しなければならない」とされていた。議会の休会は各議院がその会議を休止することで、会期中、休会するのは各院の随意であった。
「（公選の）衆議院では成立当初から、乱闘騒ぎがしばしば起きていた」のに対し、「（非公選の）貴族院では、ほとんどなかった」とされている。

## 権限
帝国議会は立法・予算に協賛し、行政を監督することを主たる権能とした。形式的に立法権は天皇にあったが、議会の協賛がなければ天皇は立法権を行使できなかった。ただし法律以外の命令（勅令や省令）は議会の協賛無しでも政府が出すことができた。また議会は立法のみではなく、国民の代わりに政府の施政を監視し、批評議論して政府の責任を明らかにする権限があった。
憲法、または法律の定める方式に従って、実質上、いっさいの国務に参与する。議会の職務権限は、1 協賛権および承諾権（後述）、2 その他の形式的権限、a 上奏権、b 建議権、c 請願受理の権、d 決議権、e 国務審査の権、f 質問権（後述）、g 政府の報告を受ける権、h 天皇の諮詢に応える権、i 議員の逮捕を許諾する権（53条）、4 その他、議院内部の事項に関して規則を定め、これを処置する権（51条）。

### 協賛権
帝国議会の協賛権は、国家の行為についてその行為が行なわれる前にあらかじめ同意を与えてその行為を有効、または適法ならしめる権である。
1 立法に関する協賛（5条）、a 憲法改正の協賛（憲法には「議決」と規定）、b 法律の協賛、c 貴族院令に対する貴族院の協賛。これらはかならず協賛を得て、そうでない場合は無効である。2 行政に関する協賛、a 国家の歳入歳出予算（64条）、b 国債を起すこと（62条）、c 予算外国庫の負担となるべき契約をなすこと（62条）。これらの場合は協賛は有効条件ではなくて適法要件である。

### 承諾権
帝国議会の承諾権は、議会の協賛を要する行為について、その協賛を経る時間がないままに政府がなした国家行為に対して、事後、これに同意を与える権である。1 立法に関するものは緊急勅令（8条）で、その承諾が無いときは将来その効力を失う。2 行政に関するものは、a 予算超過支出および予算外支出（64条）、b 財政上の必要な処分をなす勅令（70条）で、承諾の無いときはすでに発生した効力は変化しないが、上述 a は将来にむかってその効力を失い、上述 b は国務大臣が帝国議会に対して違法の責に任ずるのみである。

### 質問権
帝国議会において、両議院の議員は、30人以上の賛成を得て国務大臣の責任に属する事項について国務大臣に質問をする権がある（議院法49条、50条）。これに対して大臣は答弁をなすか、またはそれを拒否する理由を明示する。この正式の質問に対して、質疑がある。質疑は、現に議題となっている事項に関して口頭でなされる質問で、各議員単独に国務大臣以外にも政府委員、議長、または発案者に対してもおこなうことができる。質疑は、ふつう質問と言われるもので、正式の質問よりも重大なものであるとされ、帝国議会が政府の行為を批評し、論議する最も有力な手段であるとされた。

## 特徴
帝国議会は、日本国憲法下の国会と比較すると、政府が提出する法律案に対する立法協賛権（明治憲法5条、37条）及び予算案に対する予算協賛権（64条）、政府に対する建議権（40条）、天皇に対する上奏権（49条）、議会に持ち込まれた請願を審議する権限（50条）が与えられていた。また、天皇による法律裁可権に基づく裁可を経るという条件付きながら法律提案権（38条）も有していた。
（議決を経なければ、法律は成立しないものの）「帝国議会は、天皇の立法権行使に対する協賛機関」という位置付けであった点に、一番の相違点があり、「立法権は国王と議会が共に持ち、行使する」という近現代の欧州立憲君主国における位置づけとはやや異なる。
しかし両者ともに、絶対王政下のような拒否権は有せず、天皇自ら法案を作成したわけでも、帝国議会の議決を裁可しなかったわけでもなかったため、事実上の近代的立憲君主国であったことは断言できるとされる。
また、明治憲法下では法律事項とされる事項であっても、法律に反しない限りは帝国議会の関与を要せず、勅令を以て独立命令を制定でき（「立法」の対象が狭く考えられていた）、皇室経費は議会の協賛の対象外とされ（憲法66条）、その他の天皇大権に関わる予算も政府が同意しない限りにおいては、削減・廃除ができないとされるなど、政治に関する他の大半の権限が議会の統制を受けず、議会の権限は弱小であった。したがって、帝国議会の議決は国家の最高意思ではなく、帝国議会の権限外にあった。
予算案に関しては否決ができず、修正のみ可能であった。しかも、予算の編成権は政府のみが有しており議会にはなかったため、修正も予算金額の削減のみであった。
ただし、追加予算案は否決できた。緊急時には委員会の審議を省略し本会議にかけることが可能であったため、大日本帝国陸軍及び大日本帝国海軍への歳出である軍事費や皇室関係費などの追加予算の際には、しばしば省略された。
予算議定権は、憲法64条に規定された、帝国議会が政府提出の予算に協賛する権であるが、その範囲は、皇室経費（66条）、継続費（68条）、歳入予算などに関して制限があった。
1．歳出予算については、その原案に対して廃除削減を行い得るのみであった。
2．政府の原案については、a 憲法上の大権に基づく既定の歳出、b 法律の結果による歳出、c 法律上、政府の義務に属する歳出の修正には政府の同意を要する（67条）。
予算の協賛権の効果はあらかじめ同意を与え、大臣の責任を解除する。帝国議会が予算を議定せず、または予算が不成立のときは、政府は前年度の予算を施行する（71条）。
予算については衆議院が先議権を有する（65条）。
日本国憲法下の国会では委員会制が採られているが、帝国議会では三読会制が採られていて、本会議中心であった。委員会の種類としては、全院委員会、常任委員会及び特別委員会、そして、継続委員が置かれていた。全院委員は全ての議員が委員となり、実際上、本会議と異ならず、ただし、議長および議事規則は異なった。常任委員は、貴族院には、資格審査委員、予算委員、懲罰委員、請願委員および決算委員があった。衆議院には資格審査委員を除く4つがあった。特別委員は一件の事件が審査されるために特設され、継続委員は、議会の閉会中、議案の審査を継続するために設置された。

## 帝国議会の会期一覧
帝国議会は下記の通り開催された。
| 回次           | 召集日・開院式               | 会期終了日                 | 種類             | 備考 |
| -------------- | ---------------------------- | -------------------------- | ---------------- | --- |
| 第01回帝国議会 | 1890年（明治23年）11月29日   | 1891年（明治24年）03月07日 | 通常会           | |
| 第02回帝国議会 | 1891年（明治24年）11月26日   | 1891年（明治24年）12月25日 | 通常会           | 蛮勇演説。 1891年（明治24年）12月25日解散。 |
| 第03回帝国議会 | 1892年（明治25年）05月06日   | 1892年（明治25年）06月14日 | 特別会           | |
| 第04回帝国議会 | 1892年（明治25年）11月29日   | 1893年（明治26年）02月28日 | 通常会           | |
| 第05回帝国議会 | 1893年（明治26年）11月28日   | 1893年（明治26年）12月30日 | 通常会           | 1893年（明治26年）12月30日解散。 |
| 第06回帝国議会 | 1894年（明治27年）05月15日   | 1894年（明治27年）06月02日 | 特別会           | 1894年（明治27年）06月02日解散。 |
| 第07回帝国議会 | 1894年（明治27年）10月18日   | 1894年（明治27年）10月21日 | 臨時会           | 日清戦争により大本営が臨時に設置されていた広島県広島市で召集・開催。                                                                                         |
| 第08回帝国議会 | 1894年（明治27年）12月24日   | 1894年（明治28年）03月23日 | 通常会           | |
| 第09回帝国議会 | 1895年（明治28年）12月28日   | 1896年（明治29年）03月28日 | 通常会           | |
| 第10回帝国議会 | 1896年（明治29年）12月25日   | 1897年（明治30年）03月24日 | 通常会           | |
| 第11回帝国議会 | 1897年（明治30年）12月24日   | 1897年（明治30年）12月25日 | 通常会           | 1897年（明治30年）12月25日解散。 |
| 第12回帝国議会 | 1898年（明治31年）05月19日   | 1898年（明治31年）06月10日 | 特別会           | 1898年（明治31年）06月10日解散。 |
| 第13回帝国議会 | 1898年（明治31年）12月03日   | 1899年（明治32年）03月09日 | 特別会 ・ 通常会 | |
| 第14回帝国議会 | 1899年（明治32年）11月22日   | 1900年（明治33年）02月23日 | 通常会           | |
| 第15回帝国議会 | 1900年（明治33年）12月25日   | 1901年（明治34年）03月24日 | 通常会           | |
| 第16回帝国議会 | 1901年（明治34年）12月10日   | 1902年（明治35年）03月09日 | 通常会           | |
| 第17回帝国議会 | 1902年（明治35年）12月09日   | 1902年（明治35年）12月28日 | 通常会           | 1902年（明治35年）12月28日解散。 |
| 第18回帝国議会 | 1903年（明治36年）05月12日   | 1903年（明治36年）06月04日 | 特別会           | |
| 第19回帝国議会 | 1903年（明治36年）12月10日   | 1903年（明治36年）12月11日 | 通常会           | 1903年（明治36年）12月11日解散。 |
| 第20回帝国議会 | 1904年（明治37年）03月20日   | 1904年（明治37年）03月29日 | 臨時会           | |
| 第21回帝国議会 | 1904年（明治37年）11月30日   | 1905年（明治38年）02月27日 | 通常会           | |
| 第22回帝国議会 | 1905年（明治38年）12月28日   | 1906年（明治39年）03月27日 | 通常会           | |
| 第23回帝国議会 | 1906年（明治39年）12月28日   | 1907年（明治40年）03月27日 | 通常会           | |
| 第24回帝国議会 | 1907年（明治40年）12月28日   | 1908年（明治41年）03月26日 | 通常会           | |
| 第25回帝国議会 | 1908年（明治41年）12月25日   | 1909年（明治42年）03月24日 | 通常会           | |
| 第26回帝国議会 | 1909年（明治42年）12月24日   | 1910年（明治43年）03月23日 | 通常会           | |
| 第27回帝国議会 | 1910年（明治43年）12月23日   | 1911年（明治44年）03月22日 | 通常会           | |
| 第28回帝国議会 | 1911年（明治44年）12月27日   | 1912年（明治45年）03月25日 | 通常会           | |
| 第29回帝国議会 | 1912年（大正元年）08月23日   | 1912年（大正元年）08月25日 | 臨時会           | 8月24日、明治天皇大喪費追加予算案可決。 |
| 第30回帝国議会 | 1912年（大正元年）12月27日   | 1913年（大正02年）03月26日 | 通常会           | 第一次護憲運動。 |
| 第31回帝国議会 | 1913年（大正02年）12月26日   | 1914年（大正03年）03月25日 | 通常会           | シーメンス事件。 |
| 第32回帝国議会 | 1914年（大正03年）05月05日   | 1914年（大正03年）05月07日 | 臨時会           | |
| 第33回帝国議会 | 1914年（大正03年）06月22日   | 1914年（大正03年）06月28日 | 臨時会           | |
| 第34回帝国議会 | 1914年（大正03年）09月04日   | 1914年（大正03年）09月09日 | 臨時会           | |
| 第35回帝国議会 | 1914年（大正03年）12月07日   | 1914年（大正03年）12月25日 | 通常会           | 1914年（大正3年）12月25日解散。 |
| 第36回帝国議会 | 1915年（大正04年）05月20日   | 1915年（大正04年）06月09日 | 特別会           | |
| 第37回帝国議会 | 1915年（大正04年）12月01日   | 1916年（大正05年）02月28日 | 通常会           | |
| 第38回帝国議会 | 1916年（大正05年）12月27日   | 1917年（大正06年）01月25日 | 通常会           | 1917年（大正6年）01月25日解散。 |
| 第39回帝国議会 | 1917年（大正06年）06月23日   | 1917年（大正06年）07月14日 | 特別会           | |
| 第40回帝国議会 | 1917年（大正06年）12月27日   | 1918年（大正07年）03月26日 | 通常会           | |
| 第41回帝国議会 | 1918年（大正07年）12月27日   | 1919年（大正08年）03月26日 | 通常会           | |
| 第42回帝国議会 | 1919年（大正08年）12月26日   | 1920年（大正09年）02月26日 | 通常会           | 1920年（大正9年）02月26日解散。 |
| 第43回帝国議会 | 1920年（大正09年）07月01日   | 1920年（大正09年）07月28日 | 特別会           | |
| 第44回帝国議会 | 1920年（大正09年）12月27日   | 1921年（大正10年）03月26日 | 通常会           | |
| 第45回帝国議会 | 1921年（大正10年）12月26日   | 1922年（大正11年）03月25日 | 通常会           | |
| 第46回帝国議会 | 1922年（大正11年）12月27日   | 1923年（大正12年）03月26日 | 通常会           | |
| 第47回帝国議会 | 1923年（大正12年）12月11日 - | 1923年（大正12年）12月23日 | 臨時会           | |
| 第48回帝国議会 | 1923年（大正12年）12月27日   | 1924年（大正13年）01月31日 | 通常会           | 第二次護憲運動。 1924年（大正13年）01月31日解散。 |
| 第49回帝国議会 | 1924年（大正13年）06月28日   | 1924年（大正13年）07月18日 | 特別会           | |
| 第50回帝国議会 | 1924年（大正13年）12月26日   | 1925年（大正14年）03月30日 | 通常会           | 普通選挙法・治安維持法。 |
| 第51回帝国議会 | 1925年（大正14年）12月26日   | 1926年（大正15年）03月25日 | 通常会           | |
| 第52回帝国議会 | 1926年（昭和元年）12月26日   | 1927年（昭和02年）03月25日 | 通常会           | |
| 第53回帝国議会 | 1927年（昭和02年）05月04日   | 1927年（昭和02年）05月08日 | 臨時会           | |
| 第54回帝国議会 | 1927年（昭和02年）12月26日   | 1928年（昭和03年）01月21日 | 通常会           | 1928年（昭和03年）01月21日解散。 |
| 第55回帝国議会 | 1928年（昭和03年）04月23日   | 1928年（昭和03年）05月06日 | 特別会           | （25歳以上の男子）普通選挙後の初議会。 |
| 第56回帝国議会 | 1928年（昭和03年）12月26日   | 1929年（昭和04年）03月25日 | 通常会           | |
| 第57回帝国議会 | 1929年（昭和04年）12月26日   | 1930年（昭和05年）01月21日 | 通常会           | 1930年（昭和05年）01月21日解散。 |
| 第58回帝国議会 | 1930年（昭和05年）04月23日   | 1930年（昭和05年）05月13日 | 特別会           | |
| 第59回帝国議会 | 1930年（昭和05年）12月26日   | 1931年（昭和06年）03月27日 | 通常会           | |
| 第60回帝国議会 | 1931年（昭和06年）12月26日   | 1932年（昭和07年）01月21日 | 通常会           | 1932年（昭和07年）01月21日解散。 |
| 第61回帝国議会 | 1932年（昭和07年）03月20日 - | 1932年（昭和07年）03月24日 | 臨時会           | |
| 第62回帝国議会 | 1932年（昭和07年）06月01日   | 1932年（昭和07年）06月14日 | 臨時会           | |
| 第63回帝国議会 | 1932年（昭和07年）08月23日   | 1932年（昭和07年）09月04日 | 臨時会           | いわゆる時局匡救議会。 |
| 第64回帝国議会 | 1932年（昭和07年）12月26日   | 1933年（昭和08年）03月25日 | 通常会           | |
| 第65回帝国議会 | 1933年（昭和08年）12月26日   | 1934年（昭和09年）03月25日 | 通常会           | |
| 第66回帝国議会 | 1934年（昭和09年）11月28日   | 1934年（昭和09年）12月10日 | 臨時会           | |
| 第67回帝国議会 | 1934年（昭和09年）12月26日   | 1935年（昭和10年）03月25日 | 通常会           | 天皇機関説事件。 |
| 第68回帝国議会 | 1935年（昭和10年）12月26日   | 1936年（昭和11年）01月21日 | 通常会           | 1936年（昭和11年）01月21日解散。 |
| 第69回帝国議会 | 1936年（昭和11年）05月04日   | 1936年（昭和11年）05月26日 | 特別会           | 粛軍演説。 |
| 第70回帝国議会 | 1936年（昭和11年）12月26日   | 1937年（昭和12年）03月31日 | 通常会           | 腹切り問答。 1937年（昭和12年）03月31日解散。 |
| 第71回帝国議会 | 1937年（昭和12年）07月25日   | 1937年（昭和12年）08月07日 | 特別会           | |
| 第72回帝国議会 | 1937年（昭和12年）09月04日   | 1937年（昭和12年）09月08日 | 臨時会           | |
| 第73回帝国議会 | 1937年（昭和12年）12月26日   | 1938年（昭和13年）03月26日 | 通常会           | 「黙れ」事件。 |
| 第74回帝国議会 | 1938年（昭和13年）12月26日   | 1939年（昭和14年）03月25日 | 通常会           | |
| 第75回帝国議会 | 1939年（昭和14年）12月26日   | 1940年（昭和15年）03月26日 | 通常会           | 反軍演説。 |
| 第76回帝国議会 | 1940年（昭和15年）12月26日   | 1941年（昭和16年）03月25日 | 通常会           | |
| 第77回帝国議会 | 1941年（昭和16年）11月16日   | 1941年（昭和16年）11月20日 | 臨時会           | |
| 第78回帝国議会 | 1941年（昭和16年）12月16日   | 1941年（昭和16年）12月17日 | 臨時会           | |
| 第79回帝国議会 | 1941年（昭和16年）12月26日   | 1942年（昭和17年）03月25日 | 通常会           | |
| 第80回帝国議会 | 1942年（昭和17年）05月27日   | 1942年（昭和17年）05月28日 | 臨時会           | |
| 第81回帝国議会 | 1942年（昭和17年）12月26日 - | 1943年（昭和18年）03月25日 | 通常会           | |
| 第82回帝国議会 | 1943年（昭和18年）06月16日   | 1943年（昭和18年）06月18日 | 臨時会           | |
| 第83回帝国議会 | 1943年（昭和18年）10月26日   | 1943年（昭和18年）10月28日 | 臨時会           | |
| 第84回帝国議会 | 1943年（昭和18年）12月26日   | 1944年（昭和19年）03月24日 | 通常会           | |
| 第85回帝国議会 | 1944年（昭和19年）09月07日   | 1944年（昭和19年）09月11日 | 臨時会           | |
| 第86回帝国議会 | 1944年（昭和19年）12月26日   | 1945年（昭和20年）03月25日 | 通常会           | |
| 第87回帝国議会 | 1945年（昭和20年）06月09日   | 1945年（昭和20年）06月12日 | 臨時会           | 義勇兵役法、天罰発言事件。 |
| 第88回帝国議会 | 1945年（昭和20年）09月04日   | 1945年（昭和20年）09月05日 | 臨時会           | |
| 第89回帝国議会 | 1945年（昭和20年）11月27日   | 1945年（昭和20年）12月18日 | 臨時会           | 1945年（昭和20年）12月18日解散。 |
| 第90回帝国議会 | 1946年（昭和21年）06月20日   | 1946年（昭和21年）10月11日 | 臨時会           | （20歳以上の男女普通選挙） 女性参政権制定後の初議会。 第22回衆議院議員総選挙に当選した 39名の女性衆議院議員が参加。 日本国憲法（大日本帝国憲法改正案）審議。 |
| 第91回帝国議会 | 1946年（昭和21年）11月26日   | 1946年（昭和21年）12月25日 | 臨時会           | |
| 第92回帝国議会 | 1946年（昭和21年）12月28日   | 1947年（昭和22年）03月31日 | 通常会           | 最後の帝国議会。 1947年（昭和22年）03月31日解散。 同年5月6日詔書公布、5月20日召集、 6月23日開会式の「第1回国会（特別会）」に継承される。                     |

## 議事録
帝国議会本会議では第1回から速記録の「衆議院議事速記録」と「貴族院議事速記録」、要領筆記の「衆議院議事録」と「貴族院議事録」が作成された。公式記録は議長が署名を行う議事録とされ速記録に優先して扱われたが、議事録は議院の内部資料とされ頒布されることはなかった。第1号帝国議会議事速記録は明治23年12月3日官報の付録として発行されている。
委員会でも速記録と議事録が作成されたが両院で扱いが異なっていた。衆議院では委員の会議録として「衆議院委員会議録」が作成され、本会議と同じく速記録と議事録が作成されていたが、第15回帝国議会で速記録に一本化されこれを「衆議院委員会議録」とした。貴族院では委員会の会議録として本会議と同じく「貴族院委員会議事速記録」と「貴族院委員会議事録」が作成された。